# Euthymos von Lokroi
Euthymos von Lokroi (altgriechisch Εὔθυμος) war ein antiker griechischer Faustkämpfer, der in Lokroi als Heros verehrt wurde. Sein Vater hieß Astykles; einer lokalen Legende zufolge soll Euthymos ein Sohn des Flussgottes Kaikinos gewesen sein.

## Karriere als Sportler
Euthymos gewann bei den Olympischen Spielen 484 v. Chr. im Faustkampf. Bei den darauffolgenden Spielen im Jahr 480 v. Chr. verlor er gegen Theogenes, Sohn des Timoxenos, aus Thasos. Pausanias überliefert, Theogenes habe nur an dem Wettkampf teilgenommen, um Euthymos zu verletzen, und sei deshalb zu einer Geldstrafe verurteilt worden. Theogenes trat in den folgenden Olympischen Spielen nicht mehr im Faustkampf an, und Euthymos gewann noch zwei weitere Male bei den Spielen 476 und 472 v. Chr. In Olympia ist die Basis einer Statue erhalten, deren Inschrift an seine drei Siege erinnerte. Die Statue gestaltete laut der Inschrift der Bildhauer Pythagoras.

## Die Legende um Euthymos in Temesa
Euthymos wurde zum Held von Legenden, von denen eine Pausanias überliefert. Der Legende zufolge befreite Euthymos auf dem Rückweg von Olympia die nicht weit von Lokroi entfernte Stadt Temesa von der Heimsuchung eines Daimons. Ein Mitglied der Schiffsbesatzung des Odysseus hatte in Temesa eine junge Frau vergewaltigt und war als Strafe für das Verbrechen von den Bewohnern der Stadt gesteinigt worden. Odysseus verachtete seinen Mitreisenden und erwies ihm nicht die Ehre einer würdevollen Bestattung. Der Geist des Verbrechers verängstigte von da an die Bevölkerung von Temesa. Auf Weisung des Orakels von Delphi versöhnten sie sich mit dem Daimon, indem sie ihm ein Heiligtum bauten und dort jedes Jahr das schönste Mädchen der Stadt opferten. Als Euthymos in Temesa Halt machte, war es gerade Zeit für das Opfer. Euthymos ging in das Heiligtum und traf dort das Mädchen, das geopfert werden sollte. Er verliebte sich in sie, und sie versprach, ihn zu heiraten, wenn er sie rettete. Euthymos besiegte den Daimon im Zweikampf, der sich daraufhin ins Meer stürzte und verschwand. Euthymos und seine Verlobte feierten ihre Hochzeit und die Stadt Temesa ihre Befreiung von dem Daimon.
Die Legende um Euthymos in Temesa wurde vielfach versucht als historische Allegorie zu deuten. Der Sieg des Heros von Lokroi über einen Heros aus Temesa könnte dabei das Verhältnis zwischen Griechen und Einheimischen oder das Verhältnis zwischen Lokroi und dem später von Lokroi eroberten Temesa widerspiegeln.

## Heroenkult
An seinem Heimatort Lokroi entwickelte sich ein lokaler Kult um Euthymos. Laut Plinius dem Älteren, der sich in seiner Erzählung auf Kallimachos beruft, wurde Euthymos zusätzlich zu der Statue in Olympia auch in Lokroi mit einer Statue geehrt. In beide Statuen soll am selben Tag ein Blitz eingeschlagen sein. Das Orakel von Delphi habe dies als Zeichen gedeutet, dass Euthymos göttliche Ehrungen zuteilwerden sollten. So wurde Euthymos noch zu Lebzeiten zum Heros erhoben. Einige der in Lokroi gefundenen Votivtafeln zu Ehren des Euthymos können ins späte 5. Jahrhundert v. Chr. datiert werden und bestätigen die Überlieferung, dass der Kult für Euthymos nur wenige Jahre nach seinen Olympiasiegen eingerichtet wurde. In diesem Zusammenhang entwickelte sich auch die Legende um Euthymos als Sohn eines Flussgottes. Ton-Hermen, die in dem als Grotta Caruso bekannten Nymphen-Heiligtum in Lokroi gefunden wurden und in die zweite Hälfte des 4. Jahrhunderts v. Chr. datiert werden, stellen Euthymos als Mischwesen aus Mensch und Stier dar. Diese Ikonografie ist bei Flussgottheiten verbreitet.